# 沖縄県立前原高等学校
沖縄県立前原高等学校（おきなわけんりつ まえはらこうとうがっこう）は、沖縄県うるま市にある公立高等学校。現在うるま市内の普通高校では唯一学科内専門コース制を採用している高校である。

## 学科
全日制
- 普通科

（学科内専門コースとして総合スポーツコース・英語コース・文理コースがある。文理コースには特別進学クラスあり。）
- 総合スポーツコース（1クラス・40名）

体育や部活動に重点を置いたコースで、体育の授業が他のコースと比べるとかなり多くある。
マリン実習（渡嘉敷島）やスキー実習（北海道）等も行われる。
このコースの生徒のほぼ全員が運動系部活動に所属している。
- 英語コース（1クラス・40名）

英語検定の取得や英語力の向上を目指すコースで、「総合英語」「LL演習」等英語に関する専門授業が行われる。
英単語コンテストやスピーチコンテスト、海外研修も行われる。
英語検定の取得が必修となっている。
2010年度までは2クラスの募集だったが、2011年度からは1クラスになった。
- 文理コース（6クラス・240名）

偏りなく授業の組まれたコースで、普通の授業以外にも選択授業などが行われる。
修学旅行が2年次の3月に行われる。
1クラスは「特別進学クラス」となっており、0校時（早朝講座）やセンター模擬試験が必修となっている。
これらは「普通科」という学科の中の「専門コース」であり、「英語科」や「文理科」といった科があるわけではない。

## 沿革
- 1945年11月12日 - 開校式を挙行。前原高等学校と命名。
- 1960年 4月1日 - 政府移管して、琉球政府立前原高等学校となる。
- 1972年5月15日 - 沖縄本土復帰により、沖縄県立前原高等学校となる。
- 1973年 - 春夏共に甲子園に出場(春夏どちらも初出場)
- 1973年5月4日 - 若夏国体（国民体育大会特別大会）に、ソフトボール、バレーボールとも準優勝。
- 1994年4月1日 - 教育課程にコース制導入
- 1996年 - 23年ぶりに甲子園に出場。(2回目)
  - 群馬県の強豪、前橋工業に敗れたものの0－1と前橋工業を苦しめた。
- 1996年12月21日 - 除福（中国黒竜江省通河県知事）が来校
- 1999年11月12日 - 全国学校保健体育実践研究優良校表彰
- 2005年11月 - 創立60周年記念式典。

前原高校は場所が三度移動しており、一度目は「うるま市字前原」付近、二度目は現在の「うるま市立与勝中学校」の敷地、三度目が現在の「うるま市字田場」である。また、与勝中学校の敷地にある頃の前原高校は、県内有数の進学校であった。与勝中学校には「前原高校移転跡」と刻まれた石碑がある。

## 制服
夏季は男子はワイシャツにブルーのネクタイ、スラックス。
女子はワイシャツにブルーのリボン、スカートとなっている。
ワイシャツは長袖・半袖があり、どちらを着用するかは自由。
冬季はブレザーの着用が義務づけられる。
カーディガンやベスト、マフラー等の持込は基本的に禁止だが、気温が低い際には特別に許可される事もある。
また、男女のネクタイ、ブレザー、スラックス、スカートはELLE製であり、制服に一般のファッションブランドが採用されるのは珍しいことである。

## 特別指導カード
現在前原高校では「特別指導カード」（通称イエローカード）と呼ばれる生徒指導方法が取られている。
「教科書を持たない」「授業妨害をする」「居眠りをする」等「授業を受けるにふさわしくない行動を行う生徒」や「制服を正しく身に着けない」「校則を破る」等「学校のルールを守らない生徒」に対して教師がこの「特別指導カード」に「学年・クラス・名前」・「生徒が行った授業を受けるにふさわしくない行動や、指導に値する行動」を記入し、生徒にカードを渡し、その場で生徒指導室へ行かせ指導部の教師からの指導を受けるというシステムになっている。
その時点で受けていた授業は離脱することになり、その後の授業は指導が終わるまでは受けることができない。
またこのカードが累積することによって「保護者呼び出し指導」や「校長との面談指導」と、重度な指導になっていく。

## 部活動
ほとんどの部活が県大会上位の結果を修めている。
- 野球部
  - 1973年春（第45回）・夏（第55回）、1996年夏（第78回）と甲子園計3回出場し、いずれも0－5、0－7、0－1と初戦完封負け
- 男子サッカー部
  - 全国高等学校サッカー選手権大会に3度出場し、いずれも0－1、0－1、0－8と初戦敗退
- 女子サッカー部
- 男子ソフトボール部
- 女子ソフトボール部
- 男子バレーボール部
- 女子バレーボール部
- 男子バスケットボール部
- 女子バスケットボール部
- 男子バドミントン部
- 女子バドミントン部
- 男子ハンドボール部
- 女子ハンドボール部
- 剣道部
- 空手道部
- 吹奏楽部
- 放送部
- 軽音学部

## 出身者
- 平良竜哉 - 野球選手
- 山城拓馬 - プロバスケットボール選手
- 奥平貴也 - プロバスケットボール選手
- 伊良皆竜一 - プロバスケットボール選手
- 嘉陽梨佳子 - バスケットボール選手
- 山城博治 - 沖縄平和運動センター議長
- 玉城デニー - 沖縄県知事
- 照屋愛美 - ファッションモデル
- ひーぷー - タレント
- くだかまり - タレント
- さとしちゃん(新垣智) - ギタリスト、俳優